# Mwasumbia alba
Mwasumbia alba är en kirimojaväxtart som beskrevs av Couvreur och David Mark Johnson. Mwasumbia alba ingår i släktet Mwasumbia och familjen kirimojaväxter. Inga underarter finns listade i Catalogue of Life.